# Glándula de von Ebner

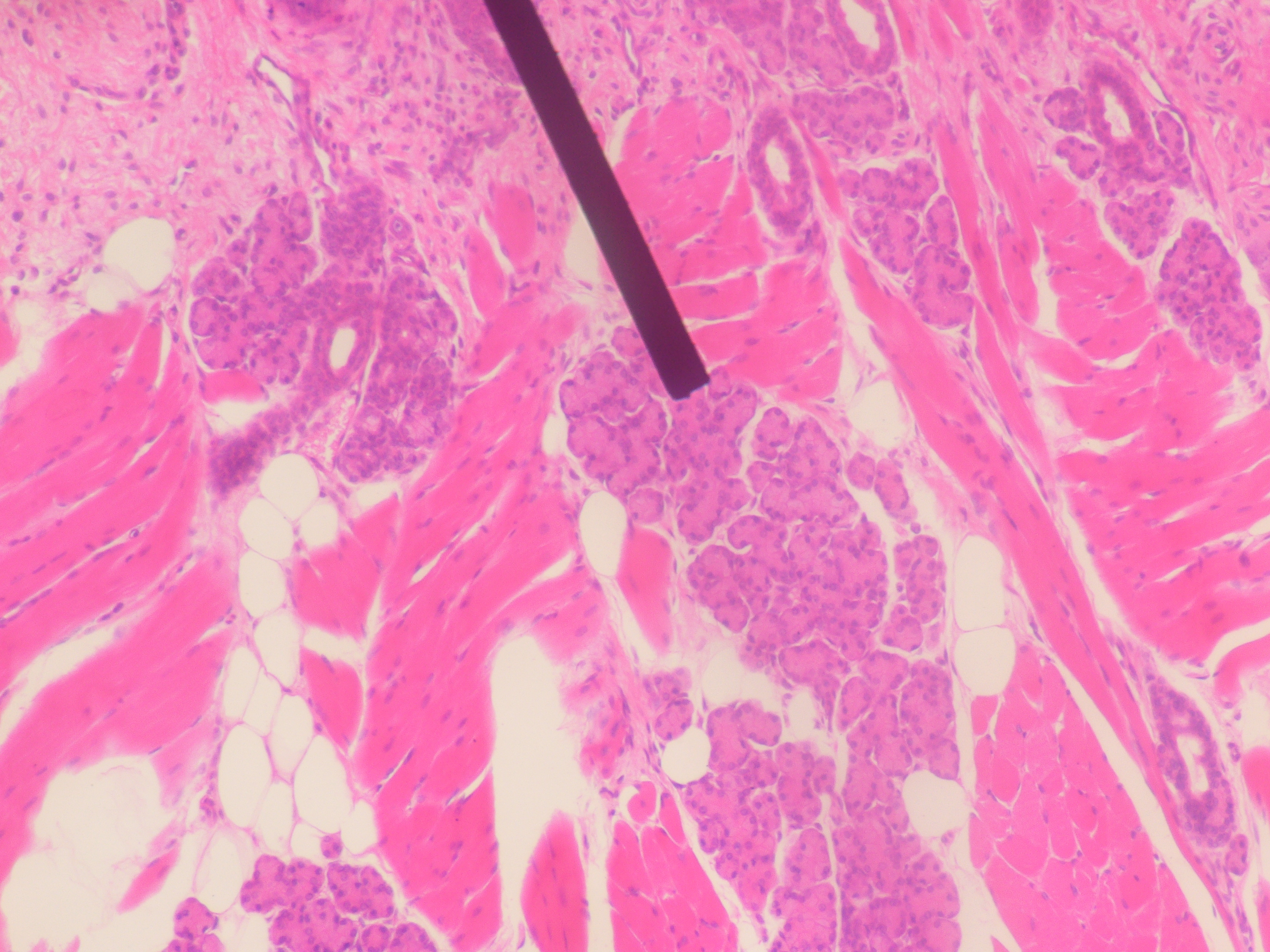
Glándula de von Ebner humana

Las glándulas de von Ebner, también llamadas glándulas de Ebner o glándulas gustativas, son glándulas exocrinas localizadas en la boca. Más específicamente, son glándulas salivales serosas que residen adyacentes a los fosos que rodean las papilas circunvaladas y foliadas justo delante del tercio posterior de la lengua en su submucosa, delante del surco terminal.
Estas glándulas reciben su nombre en honor a Victor von Ebner, un histólogo austríaco.
Las glándulas de von Ebner secretan lipasa lingual, iniciando el proceso de hidrólisis de lípidos en la boca. Estas glándulas vacían su secreción serosa en la base de los fosos alrededor de las papilas foliadas y circunvaladas. Se presume que esta secreción expulsa material de la boca para permitir que las papilas gustativas respondan rápidamente a los estímulos cambiantes.
Las glándulas de von Ebner están inervadas por el nervio craneal IX, el nervio glosofaríngeo.